# Orlando Geisel
Orlando Beckmann Geisel (Bento Gonçalves, 5 de septiembre de 1905 — Brasília, 1979) fue un militar brasileño.
Hijo de August Wilhelm Geisel y Lídia Beckmann, era hermano mayor del también militar Ernesto Geisel.
Ministro del Ejército de Emílio Garrastazu Medici, influyó decisivamente para que su hermano fuese postulado a la presidencia de Brasil.